# 作家文摘
《作家文摘》是中華人民共和國一份文化類報紙，創刊於1993年1月1日，由中國作家協會主管，作家出版集團主辦，該報的版塊分為紀實類、作家類和文學類。
2018年，报纸入选2017年全国百强报纸推荐名单。